# Mundulea anceps
Mundulea anceps är en ärtväxtart som beskrevs av R.Vig., p.p. Mundulea anceps ingår i släktet Mundulea och familjen ärtväxter. Inga underarter finns listade i Catalogue of Life.